# HD108018
HD108018 — хімічно пекулярна зоря спектрального класу
B9 й має видиму зоряну величину в смузі V приблизно  9,4.

## Пекулярний хімічний склад
Зоряна атмосфера HD108018 має підвищений вміст 
Si
.